# Fritz Villiger
Fritz Villiger (* 7. Januar 1926; † 27. November 2008) war ein Schweizer Bergsteiger und Bergführer, Pionier des Extremkletterns in der Schweiz. Nach ihm benannt ist der Villigerpfeiler am Salbitschijen.

## Leben
Fritz Villiger wuchs als Verdingbub bei Bergbauern auf der Krienseregg bei Luzern auf, seine Eltern kannte er nicht. Seine Jugend war geprägt von Not und Entbehrung. Ein Vormund ermöglichte ihm eine Lehre als Möbelschreiner. 
Als Halbwüchsiger kletterte er barfuss in den Felsen am Pilatus, dabei schloss er Freundschaft mit Mitgliedern der Sektion Pilatus des Schweizer Alpen-Clubs. Schon bald erwies er sich als Meister im Fels. 
1957 erwarb er das Diplom als Bergführer und Skilehrer. Oft gemeinsam mit dem Luzerner Spitzenalpinisten Kurt Grüter gelangen ihm die meisten grossen Nordwände der Berner- und Walliser Alpen.
Legendär ist die Erstbegehung des Zwillingsturm-Ostpfeilers am Salbitschijen, zusammen mit Kurt Grüter, am 16. August 1959. Lange galt die 450 Meter hohe Granitroute, die sie nur mit Normalhaken und gegen 30 Holzkeilen an einem Tag meisterten, als eine der schwierigsten der Schweiz. Erst fünf Jahre später gelang eine Wiederholung. Die Route heisst heute Villigerpfeiler.
Villiger gelangen auch schwierige Wintererstbegehungen, u. a. am 6. Dezember 1953 die Nordostwand der Kingspitze in den Engelhörnern., oder kühne Soloklettereien, u. a. die Südostwände von Turm 2 und Turm 3 am Westgrat des Salbitschijen. Er war Mitglied der Bergsteigergruppe Alpina BGA.
1955 nahm Villiger an einer Vegetarischen Expedition zum Dhaulagiri teil.